# Đội tuyển bóng đá quốc gia Comoros
Đội tuyển bóng đá quốc gia Comoros là đội tuyển cấp quốc gia của Comoros do Liên đoàn bóng đá Comoros quản lý.
Trận thi đấu quốc tế đầu tiên của đội tuyển Comoros là trận gặp đội tuyển Mauritius vào năm 1979. Đội đã có 1 lần tham dự cúp bóng đá châu Phi vào năm 2021 và gây bất ngờ lớn khi lọt vào vòng 16 đội ở ngay lần đầu tham dự.

## Thành tích tại các giải đấu

### Giải vô địch thế giới
- 1930 đến 2006 - Không tham dự
- 2010 đến 2022 - Không vượt qua vòng loại

### Cúp bóng đá châu Phi
Comoros đã gây bất ngờ lớn khi lọt vào vòng 16 đội ở ngay lần đầu tham dự cúp bóng đá châu Phi.
| Cúp bóng đá châu Phi | Cúp bóng đá châu Phi | Cúp bóng đá châu Phi | Cúp bóng đá châu Phi | Cúp bóng đá châu Phi | Cúp bóng đá châu Phi | Cúp bóng đá châu Phi | Cúp bóng đá châu Phi | Cúp bóng đá châu Phi | Cúp bóng đá châu Phi |
| Vòng chung kết: 1    | Vòng chung kết: 1    | Vòng chung kết: 1    | Vòng chung kết: 1    | Vòng chung kết: 1    | Vòng chung kết: 1    | Vòng chung kết: 1    | Vòng chung kết: 1    | Vòng chung kết: 1    | Vòng chung kết: 1    |
| Năm                  | Thành tích           | Thứ hạng1            | Số trận              | Thắng                | Hòa2                 | Thua                 | Bàn thắng            | Bàn thua             |                      |
| -------------------- | -------------------- | -------------------- | -------------------- | -------------------- | -------------------- | -------------------- | -------------------- | -------------------- | -------------------- |
| 1957 đến 2008        | Không tham dự        | Không tham dự        | Không tham dự        | Không tham dự        | Không tham dự        | Không tham dự        | Không tham dự        | Không tham dự        |                      |
| 2010 đến 2019        | Vòng loại            | Vòng loại            | Vòng loại            | Vòng loại            | Vòng loại            | Vòng loại            | Vòng loại            | Vòng loại            |                      |
| 2021                 | Vòng 2               | 16/24                | 4                    | 1                    | 0                    | 3                    | 4                    | 7                    |                      |
| 2023                 | Vòng loại            | Vòng loại            | Vòng loại            | Vòng loại            | Vòng loại            | Vòng loại            | Vòng loại            | Vòng loại            |                      |
| 2025                 | Vượt qua vòng loại   | Vượt qua vòng loại   | Vượt qua vòng loại   | Vượt qua vòng loại   | Vượt qua vòng loại   | Vượt qua vòng loại   | Vượt qua vòng loại   | Vượt qua vòng loại   |                      |
| 2027                 | Chưa xác định        | Chưa xác định        | Chưa xác định        | Chưa xác định        | Chưa xác định        | Chưa xác định        | Chưa xác định        | Chưa xác định        |                      |
| Tổng cộng            | 1 lần vòng 2         | 1 lần vòng 2         | 4                    | 1                    | 0                    | 3                    | 4                    | 7                    |                      |

- ^1 Thứ hạng ngoài bốn hạng đầu (không chính thức) dựa trên so sánh thành tích giữa những đội tuyển vào cùng vòng đấu
- ^2 Tính cả những trận hoà ở vòng đấu loại trực tiếp phải giải quyết bằng sút luân lưu
- ^3 Do đặc thù châu Phi, có những lúc tình hình chính trị hoặc kinh tế quốc gia bất ổn nên các đội bóng bỏ cuộc. Những trường hợp không ghi chú thêm là bỏ cuộc ở vòng loại

## Cầu thủ

### Đội hình hiện tại
Đội hình dưới đây được triệu tập tham dự CAN 2021.

Số liệu thống kê tính đến ngày 24 tháng 1 năm 2021 sau trận gặp Cameroon.
| Số | VT | Cầu thủ                         | Ngày sinh (tuổi)  | Trận | Bàn | Câu lạc bộ          |
| -- | -- | ------------------------------- | ----------------- | ---- | --- | ------------------- |
| 1  | TM | Salim Ben Boina                 | 19 tháng 7, 1991  | 18   | 0   | Martigues           |
| 16 | TM | Moyadh Ousseni                  | 2 tháng 4, 1993   | 1    | 0   | Fréjus St-Raphaël   |
| 23 | TM | Ali Ahamada                     | 19 tháng 8, 1991  | 30   | 0   | Cầu thủ tự do       |
|    |    |                                 |                   |      |     |                     |
| 2  | HV | Kassim Abdallah                 | 9 tháng 4, 1987   | 31   | 1   | Athlético Marseille |
| 3  | HV | Chaker Alhadhur                 | 4 tháng 12, 1991  | 31   | 1   | Ajaccio             |
| 4  | HV | Younn Zahary                    | 20 tháng 10, 1998 | 9    | 0   | Cholet              |
| 5  | HV | Abdallah Ali Mohamed            | 11 tháng 4, 1999  | 13   | 0   | Stade Lausanne      |
| 6  | HV | Nadjim Abdou                    | 13 tháng 7, 1984  | 39   | 0   | Martigues           |
| 12 | HV | Kassim M'Dahoma                 | 26 tháng 1, 1997  | 20   | 0   | Avranches           |
| 15 | HV | Benjaloud Youssouf              | 11 tháng 2, 1994  | 31   | 1   | Le Mans             |
| 19 | HV | Mohamed Youssouf                | 26 tháng 3, 1988  | 32   | 2   | Ajaccio             |
| 27 | HV | Kassim Ahamada                  | 18 tháng 4, 1992  | 9    | 0   | Créteil             |
| 28 | HV | Alexis Souahy                   | 13 tháng 1, 1995  | 1    | 0   | New Mexico United   |
|    |    |                                 |                   |      |     |                     |
| 8  | TV | Fouad Bachirou                  | 15 tháng 4, 1990  | 33   | 0   | Omonia              |
| 10 | TV | Youssouf M'Changama             | 29 tháng 8, 1990  | 48   | 10  | Guingamp            |
| 11 | TV | Nakibou Aboubakari              | 10 tháng 3, 1993  | 8    | 0   | Stade Briochin      |
| 13 | TV | Rafidine Abdullah               | 15 tháng 1, 1994  | 17   | 0   | Stade Lausanne      |
| 18 | TV | Yacine Bourhane                 | 30 tháng 9, 1998  | 9    | 0   | Go Ahead Eagles     |
| 26 | TV | Iyad Mohamed                    | 5 tháng 3, 2001   | 4    | 0   | Auxerre             |
|    |    |                                 |                   |      |     |                     |
| 7  | TĐ | Faïz Selemani                   | 14 tháng 11, 1993 | 19   | 3   | Kortrijk            |
| 9  | TĐ | Mohamed M'Changama              | 5 tháng 8, 1997   | 19   | 2   | Racing Besançon     |
| 14 | TĐ | Ali M'Madi                      | 21 tháng 4, 1990  | 31   | 0   | Tours               |
| 17 | TĐ | Ibroihim Djoudja                | 6 tháng 5, 1994   | 12   | 3   | African Stars       |
| 20 | TĐ | Ahmed Mogni                     | 10 tháng 10, 1991 | 20   | 4   | Annecy              |
| 21 | TĐ | El Fardou Mohamed Ben Nabouhane | 10 tháng 6, 1989  | 32   | 16  | Red Star Belgrade   |
| 22 | TĐ | Saïd Bakari                     | 22 tháng 9, 1994  | 23   | 0   | RKC Waalwijk        |
| 24 | TĐ | Faiz Mattoir                    | 12 tháng 7, 2000  | 9    | 1   | Cholet              |
| 25 | TĐ | Moussa Djoumoi                  | 16 tháng 7, 1999  | 6    | 1   | Saint-Priest        |

### Triệu tập gần đây
| Vt | Cầu thủ                              | Ngày sinh (tuổi)  | Số trận | Bt | Câu lạc bộ                       | Lần cuối triệu tập             |
| -- | ------------------------------------ | ----------------- | ------- | -- | -------------------------------- | ------------------------------ |
| TM | Fahad Abdoul-Anziz                   | 15 tháng 8, 1995  | 0       | 0  | Zilimadjou                       | v. Burundi, 7 September 2021   |
| TM | Mahamoud Mroivili                    | 4 tháng 1, 1994   | 11      | 0  | Volcan Club                      | v. Palestine, 24 June 2021     |
|    |                                      |                   |         |    |                                  |                                |
| HV | Abdel-Hakim Abdallah                 | 18 tháng 8, 1997  | 1       | 0  | Grenoble                         | v. Burundi, 7 September 2021   |
| HV | Safwan Mbaé                          | 20 tháng 4, 1997  | 0       | 0  | GOAL FC                          | v. Burundi, 7 September 2021   |
| HV | Mohamed Chamoune                     | 6 tháng 11, 1994  | 1       | 0  | Volcan Club                      | v. Palestine, 24 June 2021     |
| HV | Mradabi Chadhuli                     | 28 tháng 1, 1989  | 0       | 0  | Zilimadjou                       | v. Palestine, 24 June 2021     |
| HV | Akim Djaha                           | 5 tháng 8, 1997   | 1       | 0  | Martigues                        | v. Palestine, 24 June 2021     |
| HV | Zaidou Soilihi                       | 10 tháng 5, 1997  | 0       | 0  | Marignane Gignac                 | v. Palestine, 24 June 2021     |
| HV | Haym Ibrahim                         | 4 tháng 6, 1998   | 1       | 0  | Thonon Évian                     | v. Palestine, 24 June 2021     |
| HV | El Omar Fardi                        | 22 tháng 4, 2002  | 1       | 0  | Olympique de Marseille           | v. Palestine, 24 June 2021     |
| HV | Ahmed Soilihi                        | 1 tháng 7, 1996   | 4       | 0  | Cầu thủ tự do                    | v. Ai Cập, 29 March 2021       |
|    |                                      |                   |         |    |                                  |                                |
| TV | Abdallah Allaoui                     | 23 tháng 7, 1987  | 2       | 0  | Volcan Club                      | v. Palestine, 24 June 2021     |
| TV | Abdourahim Moina                     | 17 tháng 12, 2000 | 1       | 0  | Cầu thủ tự do                    | v. Palestine, 24 June 2021     |
| TV | Ancoub Mze Ali                       | 11 tháng 2, 1996  | 11      | 0  | Villefranche Saint-Jean Beaulieu | v. Palestine, 24 June 2021     |
| TV | Faouz Faidine Attoumane (Đội trưởng) | 4 tháng 1, 1994   | 18      | 0  | FC Nouadhibou                    | v. Palestine, 24 June 2021     |
|    |                                      |                   |         |    |                                  |                                |
| TĐ | Ibtoihi Hadhari                      | 3 tháng 10, 2003  | 0       | 0  | Marseille B                      | v. Burundi, 7 September 2021   |
| TĐ | Ali Salim Mbaé                       | 14 tháng 2, 1996  | 18      | 0  | Volcan Club                      | v. Palestine, 24 June 2021     |
| TĐ | Ali Nassim M'Changama                | 23 tháng 9, 1996  | 6       | 2  | Volcan Club                      | v. Palestine, 24 June 2021     |
| TĐ | Loutfi Daoudou                       | 28 tháng 9, 1997  | 1       | 0  | Gémenosienne                     | v. Palestine, 24 June 2021     |
| TĐ | Djamalidine Atoiyi                   | 5 tháng 8, 1997   | 3       | 0  | Saint-Priest                     | v. Palestine, 24 June 2021     |
| TĐ | Ahmed Fakira                         | 31 tháng 12, 1987 | 1       | 0  | Volcan Club                      | v. Palestine, 24 June 2021     |
| TĐ | Ibrahim Madi                         | 19 tháng 5, 1998  | 3       | 0  | Martigues                        | v. Ai Cập, 29 March 2021       |
| TĐ | Nasser Chamed                        | 4 tháng 10, 1993  | 23      | 1  | Gaz Metan Mediaș                 | 2021 Africa Cup of Nations INJ |